# Enrico Diamantini
Enrico Diamantini, né le 4 avril 1993 à Fano en Italie,  est un joueur italien de volley-ball. Il mesure 2,04 m et joue central. Il est international italien.

## Clubs
| Club                | De        | À         |
| ------------------- | --------- | --------- |
| ASD Appignano       | sep. 2012 | nov. 2012 |
| AS Volley Lube      | nov. 2012 | avr. 2013 |
| Pallavolo Atripalda | sep. 2013 | déc. 2013 |
| Pallavolo Molfetta  | jan. 2014 | mai. 2014 |
| Volley Potentino    | 2014-2015 | 2014-2015 |
| Pallavolo Padoue    | 2015-2016 | 2015-2016 |
| Callipo Sport       | 2016-2017 | 2016-2017 |
| PRC Ravenne         | 2017      | 2017      |
| AS Volley Lube      | 2018-2019 | en cours  |

## Palmarès

### En sélection nationale
- Jeux méditerranéens
  -  : 2018 (détails)
- Championnat du monde U21
  -  : 2013.
- Championnat d'Europe U21 (1)
  -  : 2012.

### En club
| - Ligue des champions CEV (1) - : 2019. - Mondial des clubs (1) - : 2019. - : 2018. - Championnat d'Italie – Serie A (1) - : 2019. - Challenge Cup CEV (1) - : 2018. | - Coupe d'Italie – Serie A (2) - : 2020, 2021. - : 2019. - Championnat d'Italie – Serie B (1) - : 2015. - Supercoupe d'Italie - : 2020. - : 2018, 2019. - Coupe d'Italie – Serie B - : 2015. |

### Distinctions individuelles
N/A